# FIVB 여자 배구 월드컵
FIVB 여자배구 월드컵은 국제 배구 연맹에 속한 국가들의 여자 국가대표팀들이 참가하는 국제 배구 대회이다. 초기에는 올림픽 다음해에 대회가 열렸으나, 1991년부터는 올림픽 전년도에 열리고있다. 최근 대회 우승팀은 2015년 과 2019년 2연속 우승한 대회에서 5번째 우승을 차지한 중국이다.
13번의 대회가 열렸으며 최다 우승팀은 5회 우승을 차지한 중국이다. 그 뒤를 이어 쿠바가 4회 이탈리아가 2번, 일본과 러시아 (당시 소련)가 각각 1번 우승을 차지했다.

## 대회MVP
- 1981년 ―  쑨진팡
- 1985년 ―  랑핑
- 1989년 ―  미레야 루이스
- 1991년 ―  카렌 켐너
- 1995년 ―  미레야 루이스
- 1999년 ―  타이스마리 아궤로
- 2003년 ―  마우고자타 그린카
- 2007년 ―  시모나 지올리
- 2011년 ―  카롤리나 코스타그란데
- 2015년 ―  주팅
- 2019년 ―  주팅

## 같이 보기
- 올림픽 배구
- FIVB 남자 배구 월드컵
- FIVB 세계 여자 배구 선수권 대회
- FIVB 월드그랜드챔피언스컵
- FIVB 배구 월드그랑프리